# Phúc Hòa
Phúc Hòa là một xã thuộc tỉnh Bắc Ninh, Việt Nam.

## Địa lý
Xã Phúc Hòa có vị trí địa lý:
- Phía đông giáp các xã Tiên Lục và Mỹ Thái
- Phía tây giáp các xã Tân Yên và Nhã Nam
- Phía nam giáp phường Đa Mai
- Phía bắc giáp các xã Yên Thế và Bố Hạ.

Xã Phúc Hòa có diện tích 32,69 km², dân số 24.998 người, mật độ dân số đạt 764 người/km².

## Lịch sử
Ngày 16 tháng 6 năm 2025, Ủy ban Thường vụ Quốc hội ban hành Nghị quyết số 1658/NQ-UBTVQH15 của UBTVQH về việc sắp xếp các đơn vị hành chính cấp xã của tỉnh Bắc Ninh năm 2025. Theo đó, sắp xếp toàn bộ diện tích tự nhiên, quy mô dân số của các xã Hợp Đức, Liên Chung và Phúc Hòa thành xã mới có tên gọi là xã Phúc Hoà.